# Bussana Vecchia
Bussana Vecchia (Vieux Bussana) est un village situé un peu à l'est de San Remo, à une trentaine de kilomètres de la frontière entre la France et l'Italie, devenu une ville fantôme en 1887. Elle est rattachée à la ville de San Remo, dans la province d'Imperia, dans la région de Ligurie, au nord-ouest de la péninsule italienne.

## Histoire

### Fondation et développement
Bussana a été probablement fondée dans la deuxième moitié du IXe siècle, quand le seigneur féodal des lieux fit construire un premier château, une époque également marquée par les attaques répétitives des Sarrasins. Construite sur les collines qui couronnent les vallées d'Argentina à l'est et celle d'Arméa à l'ouest, Bussana est situé à six kilomètres à l'est de San Remo.
La république de Gênes acquit le village en 1259, et en 1429 sa population s'élevait à 250 habitants. Bénéficiant d'une autonomie de la part de la république de Gênes, la cité se développe, et beaucoup des bâtiments actuels ont été construits durant cette période. Ainsi, débuta à la fin du XIVe siècle la construction de l'église, dédiée au culte de saint Egidio, la chapelle du château étant devenue insuffisante pour accueillir tous les fidèles. Les travaux s'achevèrent en 1404, et en 1505 deux nefs latérales furent annexées à l'église. Mais en 1652, à la suite des changements de goûts, le style baroque succédant au roman, une grande partie de l'église fut démolie ; les colonnes délimitant les deux nefs latérales ont été éliminées, et six chapelles, munies de leurs autels respectifs, furent érigées le long des murs.

### Tremblement de terre
Les riviéras de la Côte d'Azur et de l'ouest de la Ligurie sont à la jonction entre les Alpes du sud-ouest et le bassin de Ligurie, une région à sismicité modérée. Au cours du XIXe siècle, la région a en effet connu une série de quatre événements sismiques, dont le plus destructeur a été le tremblement de terre du 23 février 1887, qui causa la mort de plus de 2 000 personnes, dont 53 personnes à Bussana. Le tremblement fut enregistré par un sismographe élaboré par Filippo Cecchi à Moncalieri et on évalue le séisme à une intensité maximale de 10 à l'épicentre (de 8 à 9 à Bussana) sur l'échelle de Mercalli.
Ces dégâts restent importants en raison de la situation géologique de Bussana, le village étant fondé sur une colline de conglomérats du pliocène, un terrain donc peu résistant, fournissant de très mauvaises assises aux édifices. La qualité médiocre des matériaux utilisés pour la construction, et la grande pauvreté de la période du Risorgimento, qui ne permettait pas la réparation et le renforcement du bâti, peuvent également expliquer l'ampleur des dégâts.
La plupart des édifices étant sévèrement endommagés, les autorités décidèrent de reconstruire le village sur un nouveau site, au pied de la colline, appelé Bussana Nuova (Nouveau Bussana). Ainsi, le vieux village fut abandonné définitivement en 1894 et tous ses bâtiments déclarés dangereux.

### Renaissance du village
En 1947, des immigrants en provenance du sud de l'Italie s'installèrent illégalement dans la ville fantôme et après des évictions forcées de la part de la police italienne dans les années 1950, les autorités ordonnèrent la destruction de tous les escaliers du premier étage des maisons et de leurs toits.
Cependant, au début des années 1960, un groupe d'artistes, la Communauté des Artistes Internationaux (aujourd'hui Village International des Artistes) décidèrent de s'installer à Bussana Vecchia afin de vivre simplement et travailler artistiquement au sein du village, selon les idées idéalistes de l'organisation.
Le village est dépourvu d'électricité et d'installations sanitaires mais la nouvelle communauté s'agrandit et s'élève à 20 - 30 personnes vers 1968, pour la plupart d'entre elles, des artistes hippies venus de toute l'Europe (Italiens, Autrichiens, Anglais, Français, Danois, Allemands et Suédois).
Les tensions entre les anciens habitants et la police s'intensifièrent jusqu'au 25 juillet 1968 où une éviction fut à nouveau ordonnée. Quand les forces de police arrivèrent sur les lieux, elles firent face aux villageois, placés derrière les barricades, refusant de quitter le village. La police décida d'éviter l'affrontement.

### Situation actuelle
Le village International des Artistes est né et malgré des confrontations périodiques avec les autorités (la dernière ayant eu lieu en 1997 quand tous les bâtiments furent déclarés propriété du gouvernement italien), la communauté y vit encore, vendant ses œuvres aux touristes et organisant des événements artistiques.

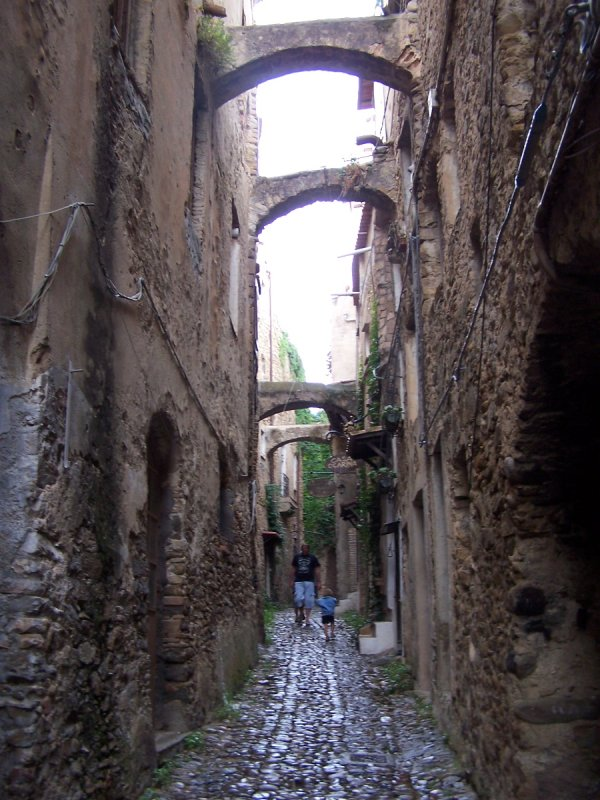
Une rue typique de l'actuelle Bussana Vecchia
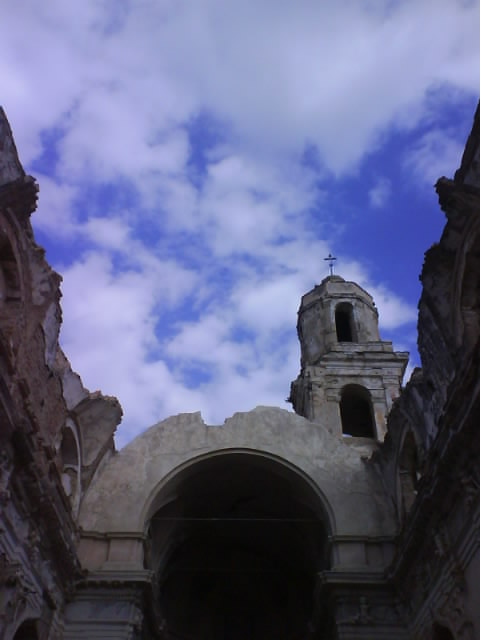
Église dédiée au culte de saint Egidio
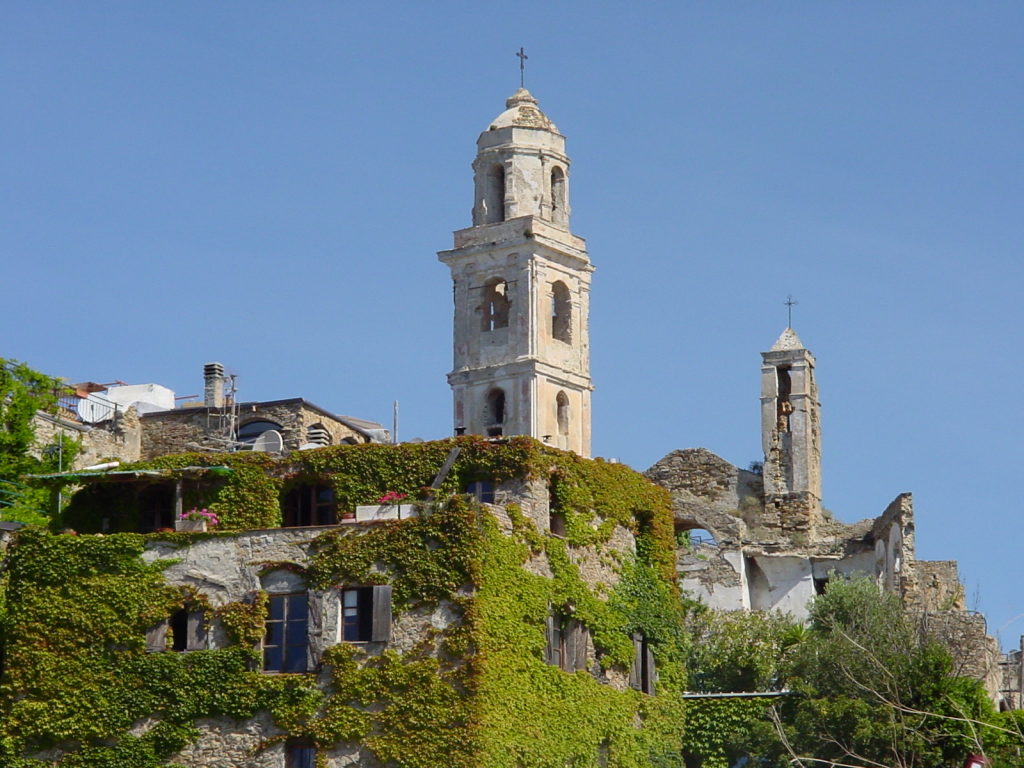
Clocher de la vieille église Sant'Egidio
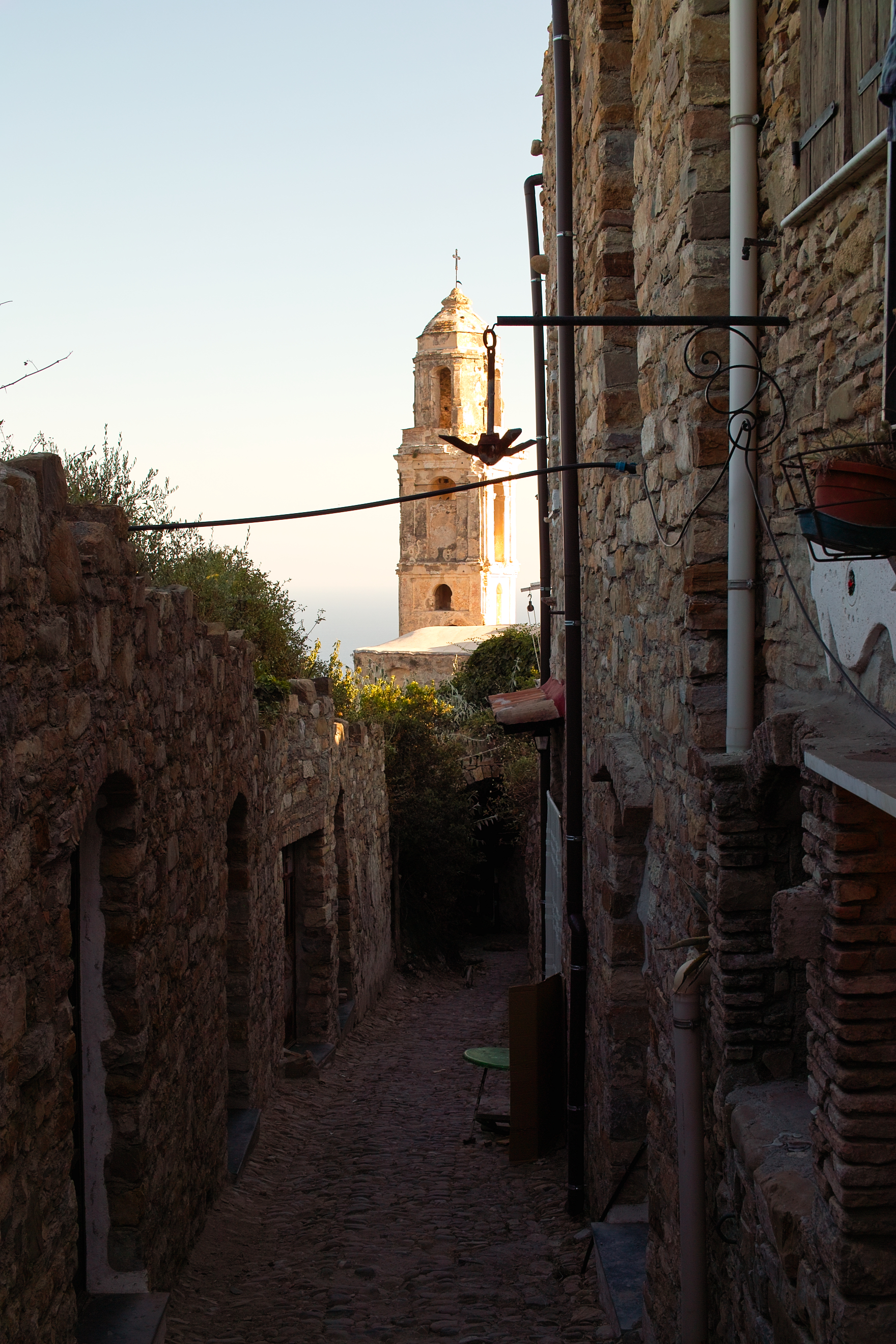
Vue du clocher de l'église Sant'Egidio depuis les ruelles de la partie supérieure de Bussana Vecchia
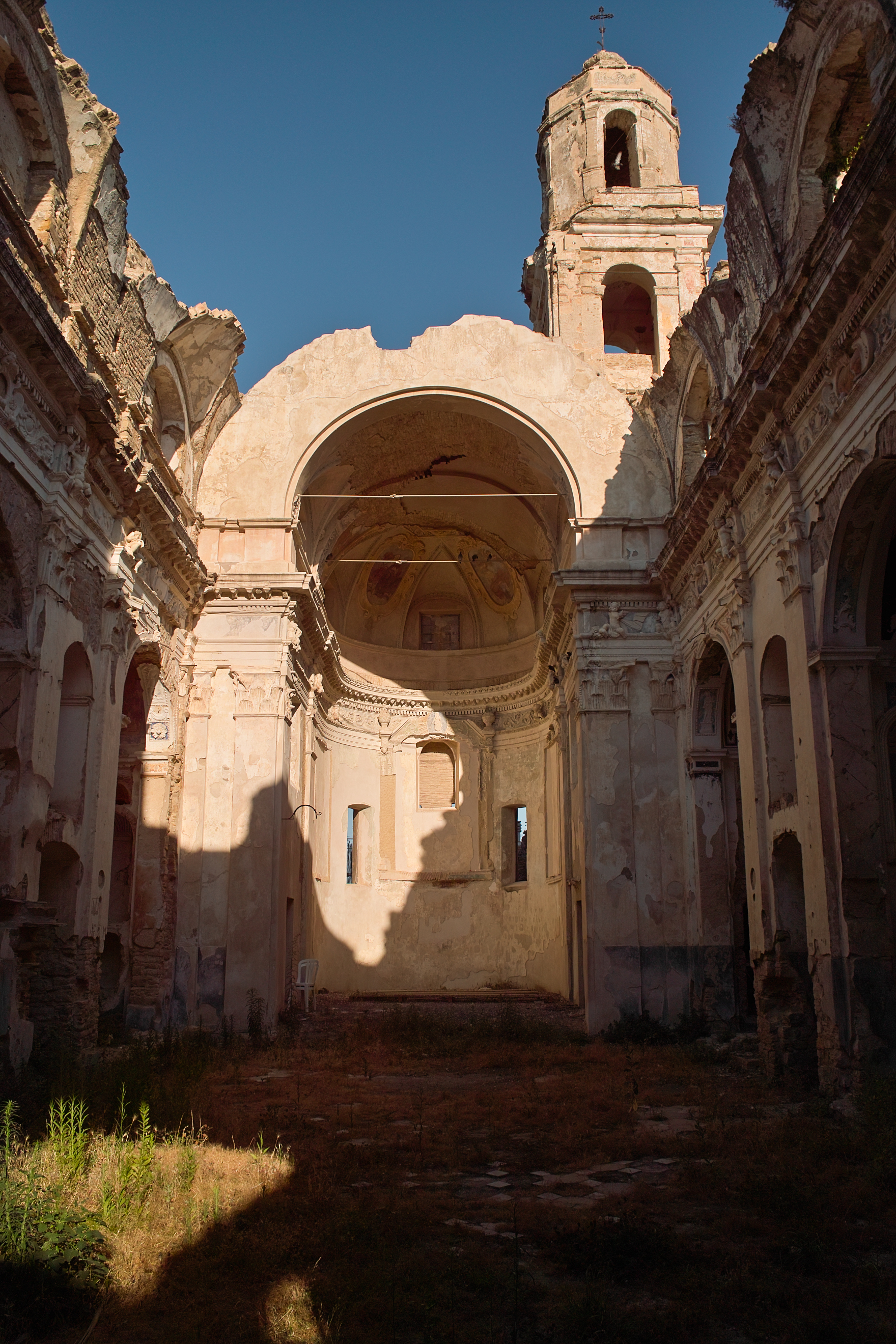
Église Sant'Egidio
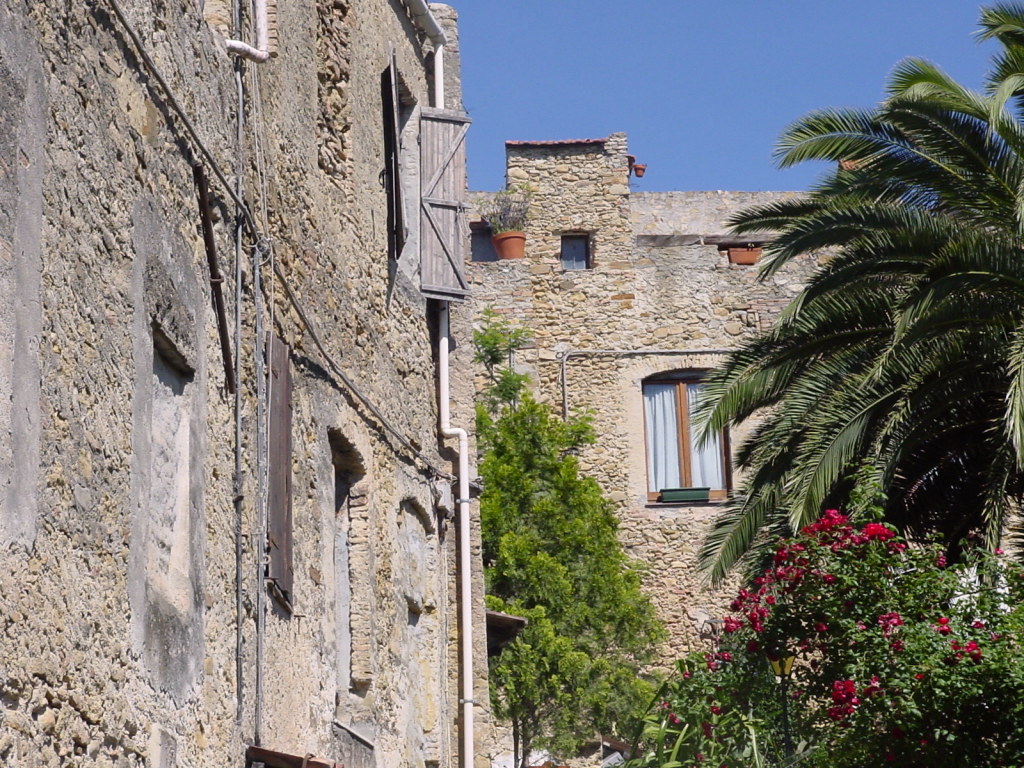
Façades de maisons
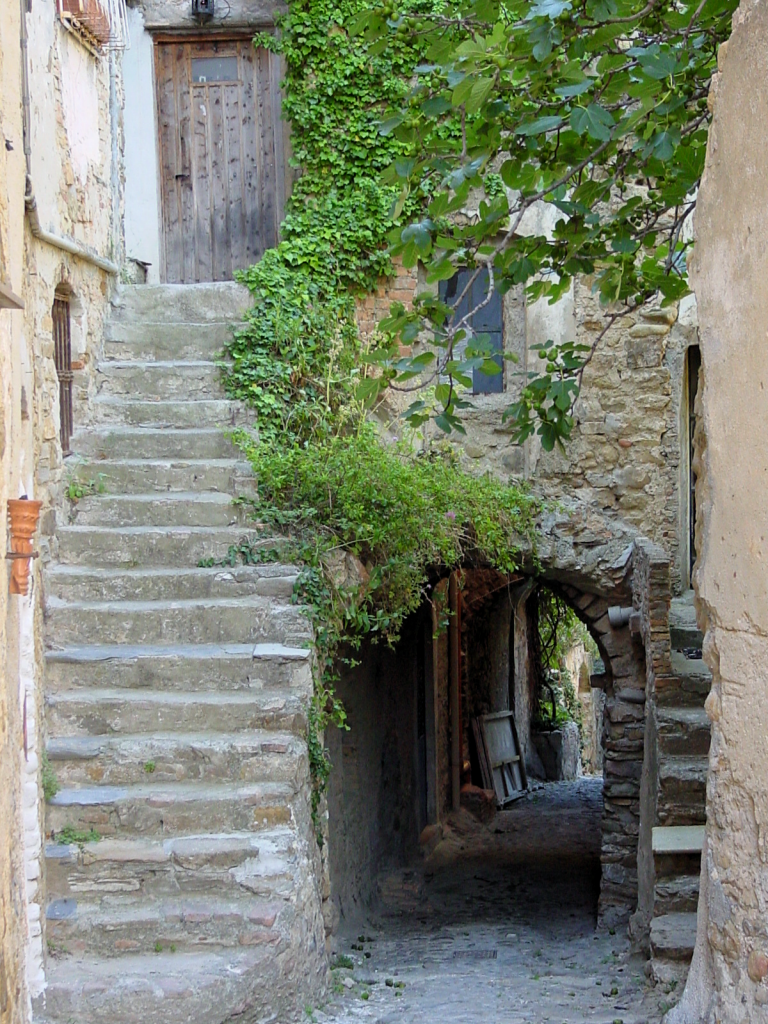
Ancienne maison dans une cour
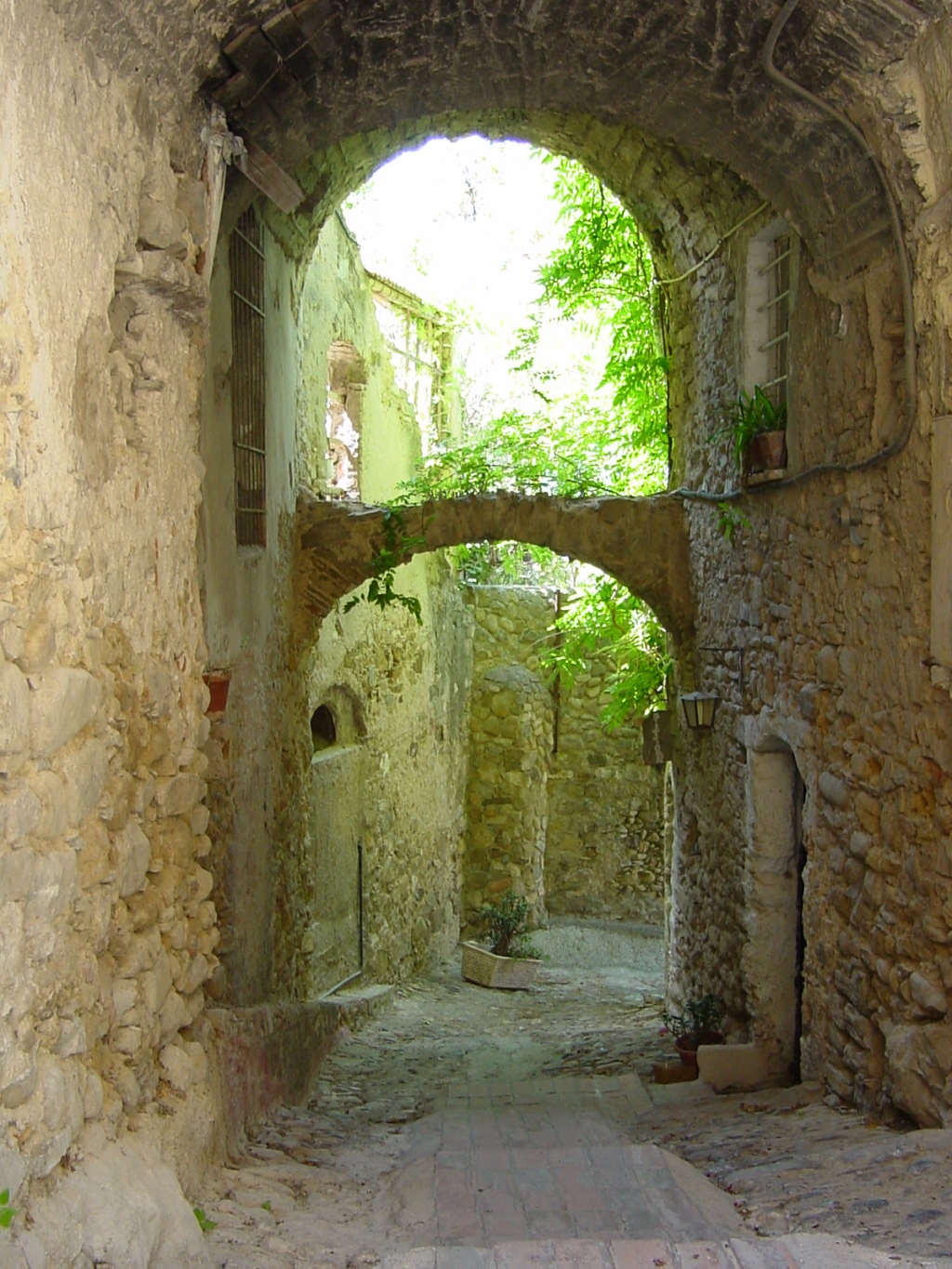
Arches de renforcement à des fins anti-sismiques